# بیلقان (البرز)
بیلقان روستایی  واقع در شمال شرقی استان البرز می‌باشد.
بیلقان (در تلفظ گفتاری: بیلاقان/ بیلِقون) در ۴ کیلومتری شهر کرج و در نزدیکی منطقه عظیمیه و در ابتدای جاده چالوس واقع شده و روستای حسین‌آباد، باغ پیر و بهمنیه از توابع ده بیلقان می‌باشد. بیلقان دارای آثار تاریخی نیز می‌باشد که حمام بیلقان و کوره آجر پزی بیلقان از جمله این بناهاست لازم است ذکر شود حمام بیلقان مربوط به دوره قاجاریه می‌باشد و کوره آجرپزی بیلقان نیز مربوط به دوره صفویه است.
تونل و پلی به ارتفاع حدود ۵۰ متر در این شهرک وجود دارد که جاده چالوس را به ابتدای اتوبان تهران – کرج متصل می‌کند که به همین علت این ده نه چندان پرجمعیت را به پیشرفت‌هایی رسانده‌است.
بیلقان بیش از هزار نفر جمعیت دارد و بعلت نزدیکی به رودخانه کرج دارای شرایط خوبی برای سکونت است.
بیلقان دارای سازمان آب و تصفیه خانه، مرکز مخابرات، خانه بهداشت، سالن ورزشی (شهدای بیلقان)، دو پارک تفریحی (بیلقان و امیرکبیر) مجتمع آموزشی شهید ولیزادگان، مقبره پیر و حمام قدیمی می‌باشد. حمام قدیمی بیلقان که تا حدود پنجاه سال پیش استفاده می‌شده و مقبره پیر (واقع در باغ پیر) مربوط به قرن هشتم هجری است.
تصفیه خانه سازمان آب بیلقان با تصفیه اولیه آب رودخانه کرج و طالقان آب را از طریق لوله‌های آبرسانی برای تصفیه کامل و شرب مردم تهران به تصفیه خانه کن ارسال می‌نماید. مرکز مخابرات شهرها و روستاهای واقع در جاده چالوس در بیلقان مستقر است.
پیران منطقه هنوز هم با گویش محلی بیلقان که همان گویش تاتی معروف است با یکدیگر سخن میگویند.